# Dolcedo
Dolcedo is een gemeente in de Italiaanse provincie Imperia (regio Ligurië) en telt 1246 inwoners (31-12-2004). De oppervlakte bedraagt 19,3 km², de bevolkingsdichtheid is 63 inwoners per km².

## Demografie
Dolcedo telt ongeveer 569 huishoudens. Het aantal inwoners steeg in de periode 1991-2001 met 6,8% volgens cijfers uit de tienjaarlijkse volkstellingen van ISTAT.
| Jaar | Inwoneraantal |
| ---- | ------------- |
| 1991 | 1117          |
| 2001 | 1193          |

## Geografie
Dolcedo grenst aan de volgende gemeenten: Badalucco, Civezza, Imperia, Montalto Carpasio, Pietrabruna, Prelà, Taggia, Vasia.